# Sainte-Colombe, Côte-d'Or
 Sainte-Colombe là một xã ở tỉnh Côte-d'Or trong vùng Bourgogne, phía đông nước Pháp. Khu vực này có độ cao trung bình 405 mét trên mực nước biển.